# ルイス・オリンピア (客船)
ルイス・オリンピアは、ルイス・クルーズラインが運行しているクルーズ客船である。

## 概要
1982年にソング・オブ・アメリカとして就航。デビュー当初、ノルウェージャン・クルーズラインのノルウェー、キュナードラインのクイーン・エリザベス2、P&Oのキャンベラ、オリアナ、ホーランド・アメリカラインのロッテルダムに続く、世界第6以上のクルーズ客船となった。ディーゼルエンジンを4基搭載しており、最高出力は2万2400馬力。喫水は6.8m。退役後、トムソン・クルーズのトムソン・ディスティニーとなった。
Alang 2025
https://cruiseindustrynews.com/cruise-news/2025/02/here-are-the-latest-five-cruise-ship-retirements/

## データ

### ルイス・オリンピア
- 運行会社  ルイス・クルーズライン
- 就航  1982年 (ルイス・クルーズラインとなるのは、2012年。)
- 全長  214.4m
- 全幅  28.4m
- 総トン数  37584トン
- 甲板  11層
- 船客定員  1600人
- 乗組員数  500人

### トムソン・ディスティニー時代
- 総トン数  37,773トン
- 載貨重量トン数  5,000トン
- 甲板  12層
- 旅客定員  1,611名
- 乗組員  540名